# Glyptoscelis albida
Glyptoscelis albida är en skalbaggsart som beskrevs av J. L. Leconte 1859. Glyptoscelis albida ingår i släktet Glyptoscelis och familjen bladbaggar. Inga underarter finns listade i Catalogue of Life.